# لانه‌کن کوهستان
لانه‌کن کوهستان (نام علمی: Trogon mexicanus) نام یک گونه از سرده لانه‌کن‌های اصلی است که نخستین بار در سال ۱۸۲۷ توسط ویلیام جان سوائینسون توصیف شد. این پرنده ساکن گواتمالا، هندوراس و مکزیک است و اخیراً به عنوان پرنده غیربومی در السالوادور هم دیده شده است. مانند همهٔ لانه‌کن‌ها، لانه‌کن کوهستان هم دو جنس دارد.